# جامعة تشارلز ستورت
جامعة تشارلز ستورت هي جامعة عامة في أستراليا تأسست عام 1989.

## معرض صور

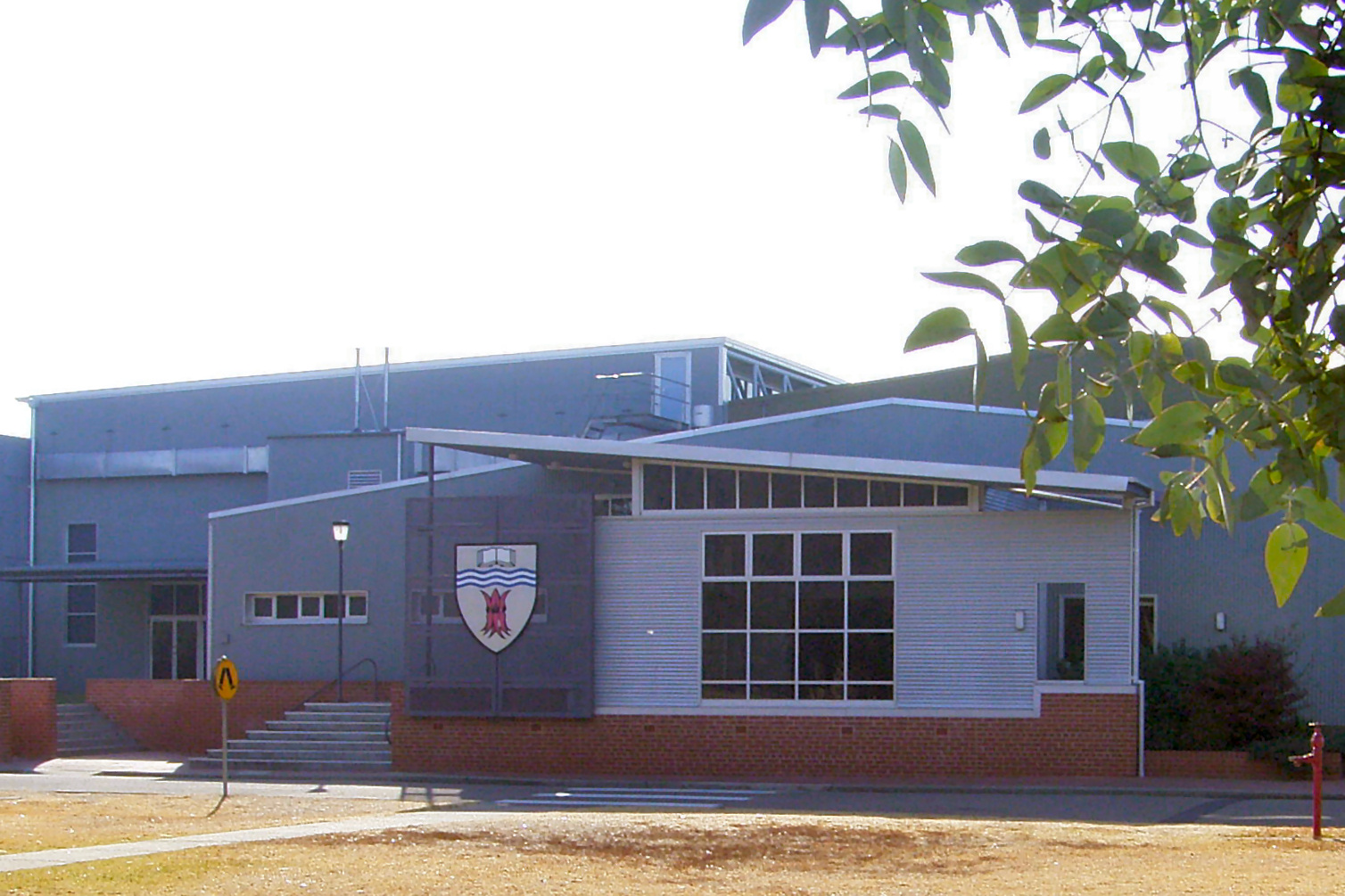
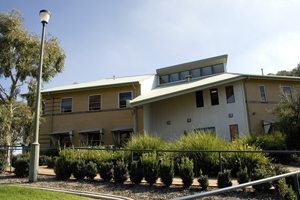
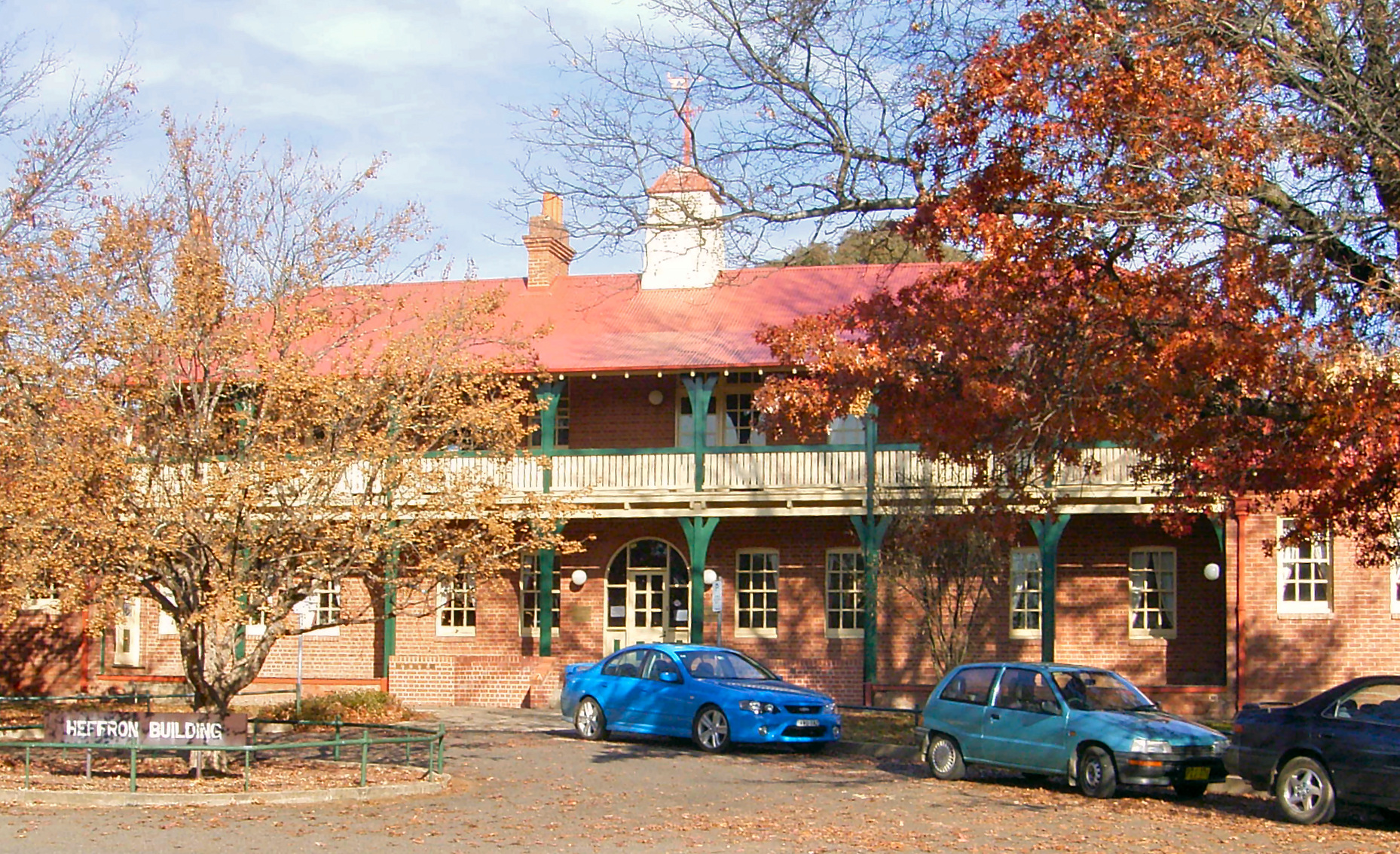
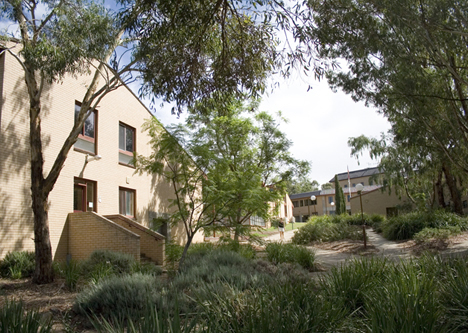

## إحصائيات
يبلغ عدد طلاب الجامعة 21,341 طالب.